# Until It’s Time
Until It’s Time från 2012 är ett livealbum med sångerskan LaGaylia Frazier och Jan Lundgren Trio. Det spelades under en turné 2010 och 2011.

## Låtlista
1. Until It's Time for You to Go (Buffy Sainte-Marie) – 8:08
2. When We Say Goodbye (LaGaylia Frazier/Jan Lundgren) – 5:23
3. I'm All Smiles (Herbert Woodward Martin/David Finck/Michael Leonard) – 6:36
4. The Shadow of Your Smile (Johnny Mandel/Paul Francis Webster) – 7:15
5. Walkin' after Midnight (Alan Block/Don Hecht) – 3:18
6. Jean (Rod McKuen) – 7:38
7. If You Go (Geoffrey Parsons/Michel Emer) – 8:30
8. Inner City Blues (Make Me Wanna Holler)  (Marvin Gaye/James Nyx Jr) – 9:17
9. What's Going On (Al Cleveland/Renaldo "Obie" Benson/Marvin Gaye) – 6:03

## Medverkande
- LaGaylia Frazier – sång
- Jan Lundgren – piano
- Mattias Svensson – bas
- Andy Pfeiler – gitarr (spår 2, 8–9)
- Hal Frazier – sång (spår 5)
- Zoltan Csörsz – trummor (spår 1–2, 5–9)
- Jonas Johansen – trummor (spår 3–4)

## Mottagande
Skivan fick ett blandat mottagande när den kom ut med ett genomsnitt på 3,4/5 baserat på nio recensioner.

## Listplaceringar
| Lista (2012) | Topplacering |
| ------------ | ------------ |
| Sverige      | 21           |